# نشان رسمی قطر
نشان رسمی قطر (عربی: شعار قطر) نماد دولت قطر است.

## بررسی اجمالی

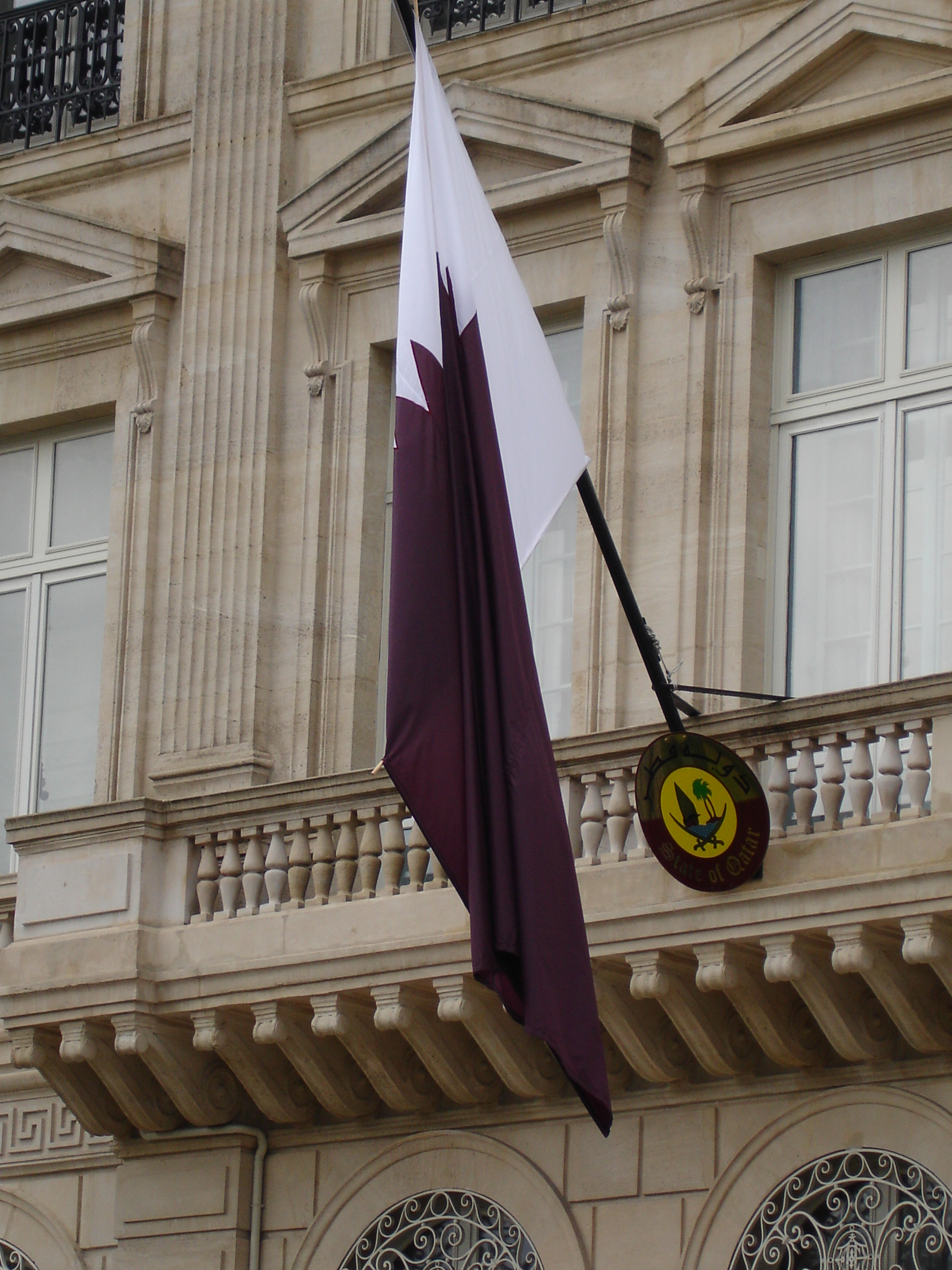
پرچم و نشان قطر بر سردر سفارت قطر در پاریس.

نشان ملی قطر معانی و ارزشهای متنوعی از مفاهیم مختلف جغرافیایی و فرهنگی این کشور را به تصویر می‌کشد.
این نشان متشکل از دو شمشیر منحنی سفید رنگ متقاطع بر روی یک دایره زرد است. در میان شمشیر یک کشتی بادبانی تک دکله (داو) روی امواج آبی و سفید در کنار یک جزیره با دو درخت نخل وجود دارد. دایره زرد توسط یک شیء شکل دونات مانند احاطه شده که از وسط به صورت افقی به دو بخش سفید و عنابی رنگ تقسیم شده‌است. در بخش سفید در نیمه بالایی عبارت «دولة قطر» به رنگ سیاه و به خط کوفی نوشته شده و در بخش پایینی که عنابی رنگ است، به انگلیسی (تنها نمونه در میان کشورهای عربی) عبارت «State of Qatar» با رنگ سفید و نوشته شده‌است. این نشانواره گاهی بدون ترجمه انگلیسی استفاده شده، گاهی حلقه میانی اوقات زرد است و شمشیرهای منحنی گاهی قهوه ای (به جای سفید) است.
نسخه فعلی در سال ۱۹۷۶ معرفی شد و جایگزین نسخه قدیمی شد که از سال ۱۹۶۶ مورد استفاده بود و شامل دو شمشیر منحنی شکل، یک صدف مروارید و دو شاخه درخت نخل به همراه عبارت «قطر» بود. در قسمت سفید، نام کشور قطر به رنگ سیاه و به عربی نوشته شده‌است، در حالی که در قسمت مارون، نام رسمی این کشور با یک فونت سفید و قدیمی انگلیسی نوشته شده‌است.
چند عنصر بکار رفته در این نشان در نمادهای ملی چندین کشور دیگر خاورمیانه نیز بکار رفته‌است: شمشیر خمیده سنتی عربی نیز در نشان رسمی عربستان سعودی و عمان وجود دارد؛ داو در نشان رسمی کویت و نشان سابق امارات متحده عربی قرار دارد. درخت خرما نیز یکی از دو نماد ملی عربستان سعودی است. رنگ و بخش‌بندی حلقه بیرونی از پرچم قطر الهام گرفته شده‌است.